# Vinzenz Dachselhofer

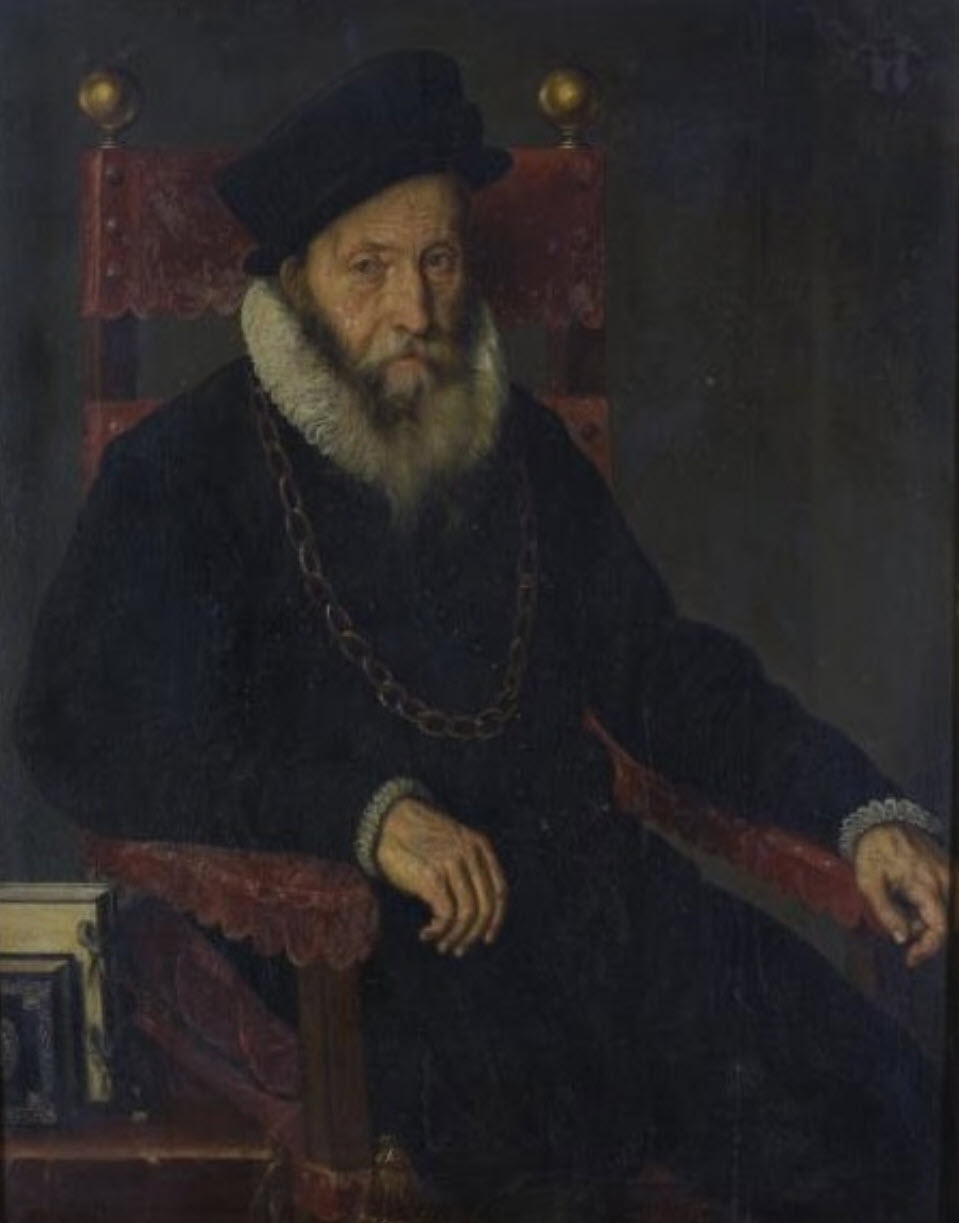
Vinzenz Dachselhofer, anonymes Porträt (um 1621)

Vinzenz Dachselhofer (get. 27. Dezember 1541; † 1622) war ein Schweizer Politiker.

## Leben
Vinzenz Dachselhofer kam als Sohn des Vinzenz Dachselhofer und der Margaretha Manuel zur Welt und war damit ein Enkel Niklaus Manuels. 1565 heiratete er Anna Zurkinden, gleichen Jahres gelangte er in den Grossen Rat der Stadt Bern und wurde Ratsschreiber. 1573 bis 1574 und 1577 bis 1583 war er Stadtschreiber, 1574 bis 1580 war er Gubernator zu Aigle, ab 1583 war er Mitglied des Kleinen Rats. 1589 und 1610 war er Welschseckelmeister und 1618 Venner. Dachselhofer war mehrfach Gesandter Berns an der eidgenössischen Tagsatzung.